# شامانية
الشامانية هي ظاهرة دينية تتضمن مجالات وممارسات الشامان (السحر والشعوذة). بالرغم من أن الشامانية موجودة بعدة أشكال حول العالم، قد يكون موطن الشامانية بشكلها النقي سايبيريا وآسيا الوسطى، بالإضافة إلى السكان الأصليين للأمريكيتين والذين يبدون من أصول وسط آسيوية. للشامانية أيضاً وجود في ديانة الشنتو في اليابان، وممارساتهم متعلقة بشكل رئيسي بالطقوس القروية. وفي الهند الصينية، تهتم ممارسات الشامان بشكل رئيسي بمعالجة المرضى. أما بالنسبة للشامانية في كوريا فهي متعلقة أساساً بعالم الأرواح.
الشامان هم سحرة دينيون يقولون بأن لديهم قوة تتغلب على النيران، ويستطيعون إنجاز الأمور عن طريق جلسات تحضير الأرواح التي فيها تغادر أرواحهم أجسامهم إلى عوالم الروح أو تحت الأرض حتى تستمر بمعالجة المهمات. الغرض الرئيسي للشامان في أي مكان هو المعالجة. يسيطر الشامان الناجح على الأرواح التي يعمل معها، ويستطيع (كما يدعي) التواصل مع الموتى. يدرب الشامان أحياناً بواسطة «سيد الشامانات» والذي يكون أكثر خبرة منه في الشامانية. يجب على الشامان معرفة كيفية السيطرة واستخدام بعض الأمور الشخصية الطقوسية، مثل قرع الطبال أو العربة التي يقودها للسفر، كما يجب عليه حفظ تلك الأشكال والأغاني الطقوسية المهمة بالنسبة إليه.
الشامانية: معتقد بدائي من معتقدات شمالي آسيا تتميز بالاعتقاد بوجود عالم محجوب هو عالم الالهة والشياطين وارواح السلف. وان هذا العالم لا يستجيب الاّ للشامان وهو كاهن يستخدم السحر لمعالجة المرضى ولكشف المخبأ والسيطرة على الأحداث. (عن قاموس المورد)
هم أيضًا من زرعوا التبغ وأول من استخدموا السجائر في الاحتفالات الدينية.

## تاريخ
الشامانية نظام من الممارسات الدينية. غالبًا ما ارتبطت تاريخيًا بالمجتمعات الأصلية والقبلية، وتنطوي على الاعتقاد بأن الشامان، الذين لديهم اتصال بالعالم الآخر، يمتلكون القدرة على شفاء المرضى، والتواصل مع الأرواح، ومرافقة أرواح الموتى إلى الحياة الآخرة. تنبع أصول الشامانية من الشعوب الأصلية في شمال أوروبا وسيبيريا.
رغم التداعيات الهيكلية للاستعمار والإمبريالية التي حدت من قدرة الشعوب الأصلية على ممارسة الروحانيات التقليدية، فإن العديد من المجتمعات تشهد نهضة من خلال حق تقرير المصير واستعادة التقاليد الديناميكية. تمكنت مجموعات أخرى من تجنب بعض هذه العقبات الهيكلية بفضل انعزالها، مثل التوفانيين الرحل (الذين يقدر عددهم بنحو 3000 شخص من هذه القبيلة). تعتبر توفا واحدة من أكثر القبائل الآسيوية انعزالًا في روسيا، إذ حافظت على تقليد الشامانية حتى اليوم بفضل وجودها المنعزل، مما سمح لها بأن تكون حرة من تأثيرات الأديان الكبرى الأخرى.

## المعتقدات
توجد العديد من الأشكال المختلفة للشامانية في جميع أنحاء العالم، لكن هناك عدة معتقدات مشتركة بين جميع أشكال الشامانية. المعتقدات المشتركة التي حددها إلياده (1972) هي كالتالي:
- الأرواح موجودة وتلعب أدوارًا هامة في حياة الأفراد وفي المجتمع البشري
- يمكن للشامان التواصل مع عالم الأرواح
- يمكن أن تكون الأرواح خيرة أو شريرة
- يمكن للشامان علاج الأمراض التي تسببها الأرواح الشريرة
- يمكن للشامان استخدام تقنيات لإحداث حالة الغيبة (حالة من تغير الوعي) لتحفيز النشوة الرؤيوية والانطلاق في رحلات البحث عن الرؤى
- يمكن لروح الشامان أن مغادرة لدخول العالم الخارق للبحث عن الإجابات
- يستحضر الشامان صور الحيوانات كمرشدين روحيين، وطوالع، وحملة رسائل
- يمكن للشامان أداء أشكال متنوعة أخرى من التبصير، كقراءة الكرات البلورية، ورمي العظام، وأحيانًا التنبؤ بالأحداث المستقبلية

حسب ملاحظة أليس كيو، فإن مفهوم إيلياد عن الشامان ينتج صورة شمولية للثقافات الأصلية، مما يرسخ مفاهيم الهندي الميت (أو المحتضر) وكذلك النبيل البدائي.
تعتمد الشامانية على الفرضية القائلة بأن العالم المرئي يتغلغل فيه قوى أو أرواح غير مرئية تؤثر على حياة الأحياء. رغم أن أسباب المرض تكمن في العالم الروحي، مستوحاة من الأرواح الخبيثة، إلا أن الأساليب الروحية والجسدية تُستخدم للشفاء. عادةً ما «يدخل» الشامان جسم المريض لمواجهة العلة الروحية ويشفي عن طريق طرد الروح المعدية.
يمتلك العديد من الشامان معرفة خبيرة بالنباتات الطبية المحلية في منطقتهم، وغالبًا ما يصفون علاجًا عشبيًا. في العديد من الأماكن، يتعلم الشامان مباشرة من النباتات، مستغلين تأثيراتها وخصائصها العلاجية، بعد الحصول على إذن من الأرواح الساكنة أو الراعية. في حوض الأمازون في بيرو، يستخدم الشامان والمعالجون أغاني علاجية تُدعى «إيكاروس» لاستحضار الأرواح. قبل تمكن الشامان من استدعاء الروح، يجب أن تعلمه الروح أغنيتها. يشيع أيضًا استخدام العناصر الوثنية مثل الصخور ذات القوى الخاصة والروح المُحيية.
من المفترض أن تكون هذه الممارسات قديمة جدًا. كتب أفلاطون في كتابه «فيدروس» أن «النبوءات الأولى كانت كلمات شجرة بلوط»، وأن الذين عاشوا في ذلك الوقت وجدوا من المجدي بما يكفي «الاستماع إلى شجرة بلوط أو حجر، طالما أنه يقول الحقيقة».
الإيمان بالسحر والشعوذة، المعروف باسم «بروخيريا» في أمريكا اللاتينية، موجود في العديد من المجتمعات. تؤكد مجتمعات أخرى أن جميع الشامان لديهم القدرة على العلاج والقتل. يتمتع الذين لديهم معرفة شامانية عادة بسلطة كبيرة ومكانة مرموقة في المجتمع، ولكن قد يُنظر إليهم أيضًا بشك أو خوف كأشخاص يمكن أن يكونوا ضارين للآخرين.
عند الانخراط في عملهم، يتعرض الشامان لخطر شخصي كبير حيث يمكن أن تكون المواد النباتية الشامانية سامة أو قاتلة إذا أسيء استخدامها. تُستخدم التعويذات عادةً في محاولة للحماية من هذه المخاطر، وغالبًا ما يكون استخدام النباتات الأكثر خطورة ضمن طقوس أكثر حدّة.

## المنطق الشاماني

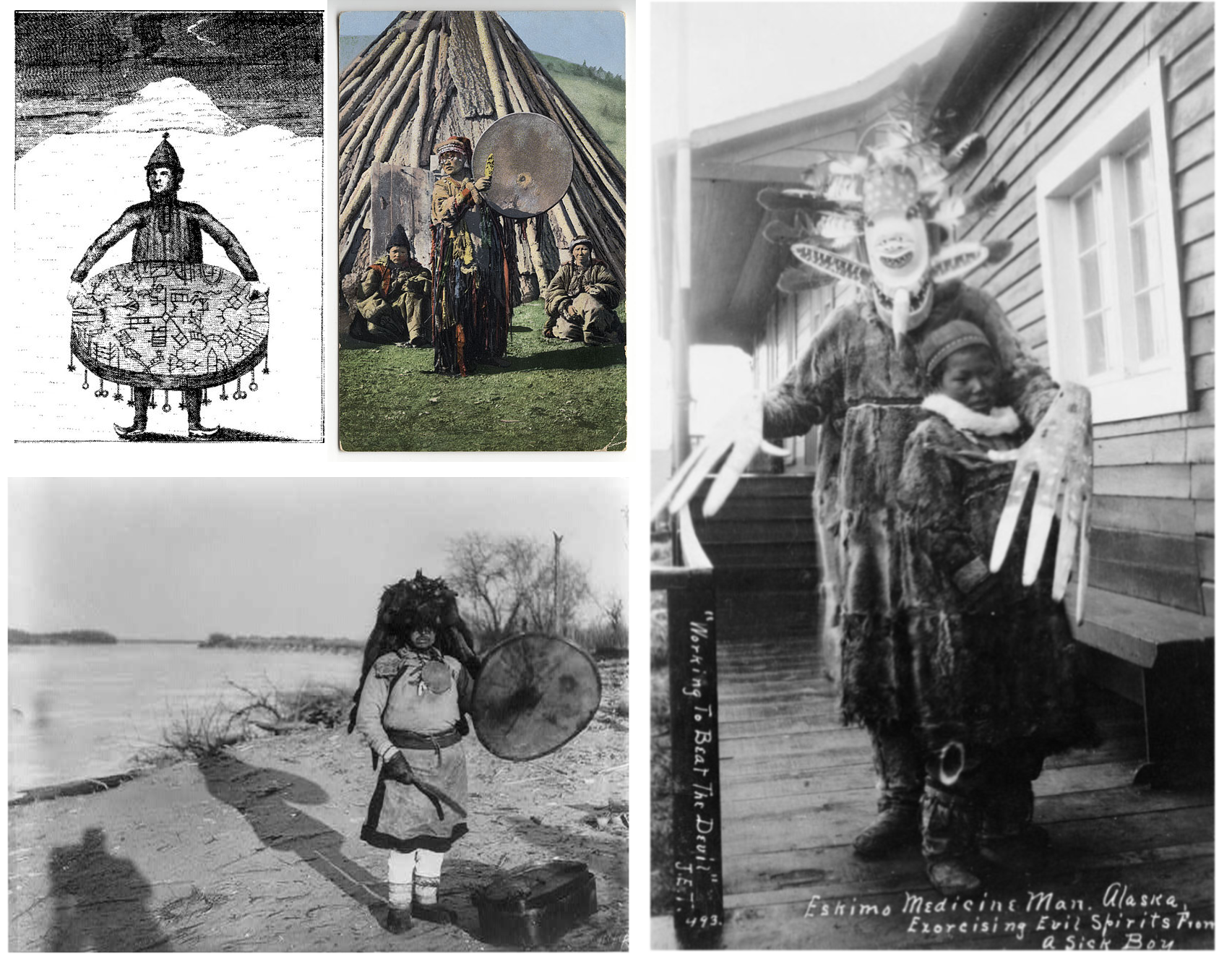
الشامانية

تتضمن الشامانية تصوراً خاصاً للانسان وللعالم، وهو تصور يفترض صلة خاصة بين الناس والآلهة، وتلزمه وظيفة، وهي وظيفة الشامان التي تتنبأ بكل اختلال ممكن وتستجيب لكل مصيبة، تفسرها أو تحيد عنها أو تشافي منها، الشامانية اذن هي جملة أفكار تبرر مجموعة افعال. ولايمكننا فهمها إلا إذا أدركنا استعمالها والاكراهات الناتجة عنها. ويمكن تجميع المبادئ الكبرى الميزة للشامانية في ثلاث اقسام: يتكون الكائن الإنساني من جسم أو من مكون أو عدة مكونات غير مرئية، غالبًا ما تعرف بالروح أو النفس، يمكنها أن تغادر الغلاف الجسماني وتبقى حية بعد الموت، والغياب المفاجئ والليلي لواحدة من هذه المكونات هو مايفسر الحلم، وغيابها المستمر ويفسر المرض إما غيابها النهائي فيعني الموت. يمكن للناس، وأيضا لكل كائنات الطبيعية الحية أو الجامدة أن تمتلك أرواحا.

## الكلمة وأصلها
انها كلمات تم ابتكارها من قبل المسافرين وتبناها فيما بعد، وبدون تدقيق، أولئك الذين يعتبرون أنفسهم إثنوسيكولوجين واستعملوها عن غير حق. من هذه الألفاظ العامة واحدة من اخطر الألفاظ الا وهي: الشامانية) فان جنيب 1903، van Gennep، ص. 51) الكل يتفق حول هذه النقطة: كلمة شامان اصلها (صامان) وهي كلمة من لغة التونغوس (toungouses) (المسماة أيضا إيفنك evenk)، وهي عرق من الجماعة اللغوية المنغولية المنتشرة في سيبيريا الشرقية إلى حدود الصين. والكلمة مشتقة من (صا) أي المعرفة، وكلمة صامان تعني (الذي يعرف)، لكن هذه الاشتقاق يلفه الشك. وهناك من يعود بالكلمة إلى جذر يعني (الحركة والقفز والرقص). وحسب قاموس ليتري (le Littre) (الطبعة الكاملة 1961) فإن كلمة شامان مأخوذة من الكلمة السنسكريتية صرمنصاص (Sramanas)، وتعني المتعبد الصوفي، وهو اسم يطلق على الكاهن البوذي لدى القبائل التي تحتل شمال آسيا. وفي العديد من قواميس القرن التاسع عشر وبداية القرن العشرين نعثر على هذه القضايا المستوحاة من مؤلفين روسيين، والتي منها تنحدر كلمة كسمان (xaman) التونغوسية من لغة بالي (pali) صمانا (samana) أو في اللغة السنسكريتية شرامانا (shramana) وهذه الفرضية. التي اعتمدها ميرسيا إلياد تم التخلي عنها حاليا. وحسب القواميس التاريخية، فإن اللفظة ظهرت لأول مرة في اللغة الفرنسية تحت شكل شامان سنة 1699 في كتاب السيد إفرت إسبراند (evert isbrand) (الرحلات).